# Markiz Crewe
Baronowie Houghton 1. kreacji (parostwo Zjednoczonego Królestwa)
- 1863–1885: Richard Monckton Milnes, 1. baron Houghton
- 1885–1945: Robert Offley Ashburton Crewe-Milnes, 2. baron Houghton

Markizowie Crewe 1. kreacji (parostwo Zjednoczonego Królestwa)
- dodatkowe tytuły: hrabia Crewe, hrabia Madeley, baron Houghton
- 1911–1945: Robert Offley Ashburton Crewe-Milnes, 1. markiz Crewe